# Bizim Yol
Bizim Yol («Бизим йол»; «Наш путь») — ежедневная общественно-политическая газета в Баку, Азербайджан. Создана в 2000 году под руководством Бахаддина Газиева, издается с 2003 года. Главный редактор — Бахаддин Газиев, заместитель главного редактора — Елчин Рустамли.

## История
В 2009 азербайджанский журналист Натиг Джавадлы из газеты Bizim Yol удостоен премии имени Герда Буцериуса «Свободная пресса Восточной Европы» (Gerd Bucerius-Förderpreis Freie Presse Osteuropas) в размере 10000 евро за аналитические и критические статьи о коррупции и нарушениях прав человека в Азербайджане, а также серию интервью с известными политическими деятелями. Номинировали журналиста: Норвежский Хельсинкский комитет, Norwegian PEN, Human Rights House Foundation и азербайджанский журналист Рауф Миркадыров.